# Simplício Rodrigues de Sá
Simplício Rodrigues de Sá (Sao Nicolau, Cap-Vert, 1785 - Rio de Janeiro, 1839) est un peintre et enseignant luso-brésilien. Né au Cap-Vert, il fait ses études à Londres et, en 1809, il s'installe à Rio de Janeiro.

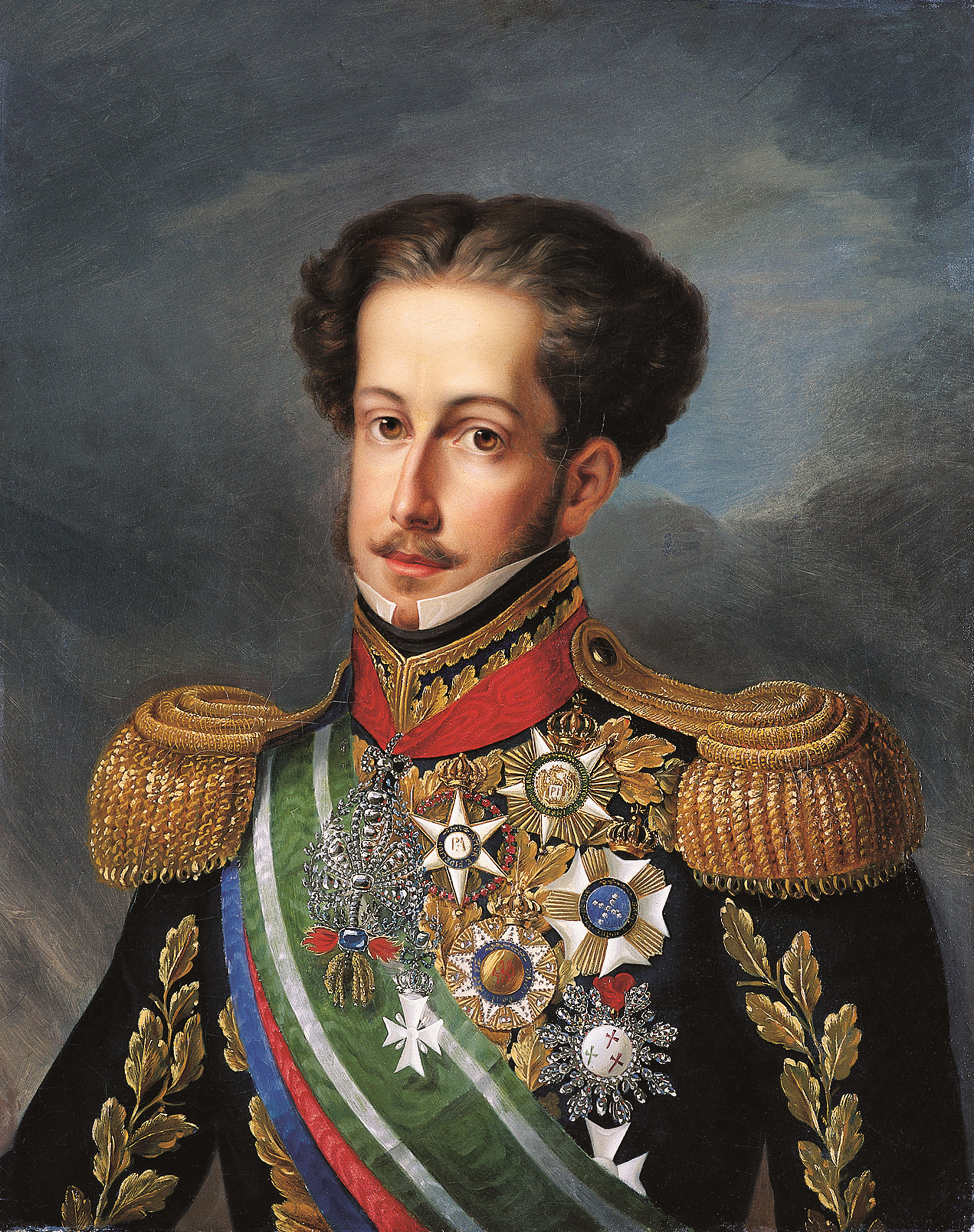
Portrait de Pierre Ier par Simplício Rodrigues de Sá (c. 1830, Musée impérial du Brésil, à Petrópolis), son tableau le plus connu.

## Biographie
Simplício Rodrigues de Sá devient disciple de Jean-Baptiste Debret, faisant partie du premier groupe d'étudiants du peintre français, avant l'ouverture officielle de l'Académie impériale des Beaux-Arts (AIBA) en 1826.
Le 23 novembre 1820, il devient enseignant suppléant à l'Académie impériale. Il devient peintre de la Maison impériale et professeur d'arts de la princesse Maria da Gloria, future reine du Portugal. En 1831, quand Debret retourne à Paris, Simplicio le remplace comme professeur de peinture historique.
En 1833, il devient professeur de dessin de Pierre II et de ses sœurs. Avec la mort de Henrique José da Silva, il occupe la chaire de dessin à l'Académie.
Il participe aux deux premières expositions ouvertes au grand public organisées par l'Académie en 1829 et 1839.
Il meurt à Rio de Janeiro en mars 1839.